# D920 (Hauts-de-Seine)
De D920 is een departementale weg in het Franse departement Hauts-de-Seine, ten zuiden van Parijs. De weg bestaat uit twee delen. Het eerste deel loopt van de Porte d'Orléans in Parijs via Montrouge naar de grens met Val-de-Marne. Het tweede deel loopt vanaf de grens met Val-de-Marne via Bourg-la-Reine en Antony naar de grens met Essonne. Beide delen worden met elkaar verbonden door de D920 in Val-de-Marne. In Essonne loopt de weg als RNIL 20 verder naar Étampes en Orléans.

## Geschiedenis
Oorspronkelijk was de D920 onderdeel van de N20. In 2006 werd de weg overgedragen aan het departement Hauts-de-Seine, omdat de weg geen belang meer had voor het doorgaande verkeer vanwege de parallelle autosnelweg A6. De weg is toen omgenummerd tot D920.